# Madame Du Barry (film fra 1917)
Madame Du Barry er en amerikansk stumfilm fra 1917 af J. Gordon Edwards.

## Medvirkende
- Theda Bara som Du Barry
- Charles Clary som Louis XV
- Fred Church som Cossé-Brissac
- Herschel Mayall som Jean DuBarry
- Genevieve Blinn som grevinne deGaumont